# Verbesina propinqua
Verbesina propinqua là một loài thực vật có hoa trong họ Cúc. Loài này được (Britton) S.F.Blake miêu tả khoa học đầu tiên năm 1925.